# Le Mariage de Victorine (pel·lícula)
Le Mariage de Victorine, també coneguda com Le Mariage de Victoire, és un curtmetratge mut de comèdia francès del 1907 dirigit per Georges Méliès.

## Trama
Victorine, la cuinera, comet la imprudència de rebre el seu promès, un bomber, a la cuina dels seus amos. Sorpès, intenta escapar per la xemeneia. Els policies el persegueixen pels terrats on es transforma en treballador. Els agents cauen del terrat mentre el bomber baixa per la xemeneia i troba la seva estimada Victorine.

## Producció
El repartiment inclou Fernande Albany com a cuinera (Victorine a l'estrena francesa de la pel·lícula, Bridget a la versió americana), i l'actor Manuel com el seu promès, el bomber. L'escena a l'exterior de la casa es va rodar a l'aire lliure, utilitzant la casa de Méliès a Montreuil (Sena Saint-Denis).
La pel·lícula inclou exemples d'escamoteig, així com dues tècniques experimentals relativament rares a les pel·lícules de Méliès: una seqüència transversal de tres escenes i una plan mitjà solia donar al públic una visió final de la cuinera i el seu promès.

## Estrena
La pel·lícula va ser estrenada per la Star Film Company de Méliès i està numerada del 929 al 935 als seus catàlegs. Va ser registrat per als drets d'autor estatunidencs a la Biblioteca del Congrés dels Estats Units el 26 d'abril de 1907. L'estrena de la pel·lícula es va anunciar per primera vegada a la premsa l'1 de juliol de 1907, a la Phono-Ciné-Gazette.
Una impressió sense editar de la pel·lícula en 16 mm sobreviu a la Biblioteca del Congrés.